# Stefanie Schuster
Stefanie Schuster (Riezlern, 19 de abril de 1969) es una deportista austríaca que compitió en esquí alpino.
Ganó una medalla de bronce en el Campeonato Mundial de Esquí Alpino de 1999, en la prueba de descenso. En la Copa del Mundo consiguió tres podios en total.
Participó en dos Juegos Olímpicos de Invierno, en los años 1994 y 1998, ocupando el cuarto lugar en Nagano 1998, en la prueba combinada.

## Palmarés internacional
| Campeonato Mundial | Campeonato Mundial                 | Campeonato Mundial | Campeonato Mundial |
| Año                | Lugar                              | Medalla            | Prueba             |
| ------------------ | ---------------------------------- | ------------------ | ------------------ |
| 1999               | Vail/Beaver Creek (Estados Unidos) | Medalla de bronce  | Descenso           |